# Jazz etiope
Il jazz etiope, noto anche come Etio-jazz, è una miscela di musica tradizionale etiope con il jazz, che combina le melodie basate sulla scala pentatonica della musica amarica con la scala di 12 toni e la strumentazione della musica occidentale. Nel corso del tempo il genere è cresciuto fino a includere elementi di altri generi come l'afrofunk, il soul, il jazz armeno e i ritmi latini. Il genere ha avuto origine negli anni '50 con rifugiati armeni come il musicista Nerses Nalbandian, che creò una fusione di musica etiope e occidentale mentre lavorava al Teatro nazionale etiope. Il jazz etiope è stato rivoluzionato da Mulatu Astatke alla fine degli anni '50. Astatke è considerato il padre della musica etio-jazz.

## Storia

### Nerses Nalbandian
L'origine dell'etio-jazz può essere fatta risalire agli anni '50 con Nerses Nalbandian, un musicista di origine armena la cui famiglia emigrò in Etiopia nel 1915. Nalbandian divenne il leader dell'Opera Nazionale etiope dopo che suo zio, Kervok Nalbandian, si ritirò. Quando l'imperatore Hailé Selassié commissionò a Nalbandian di comporre musica per il Teatro nazionale etiope, creò una fusione tra la musica tradizionale etiope e la strumentazione occidentale. Questa fu considerata la base dell'evoluzione della musica etio-jazz.

### Mulatu Astatke
Il polistrumentista Mulatu Astatke è considerato il padre dell'etio-jazz. Nacque nel 1943 a Jimma e sviluppò un interesse per la musica mentre studiava ingegneria aeronautica in Galles. Ha continuato a perseguire una formazione formale in musica al Holy Trinity College di Londra. Astatke era interessato a promuovere la musica tradizionale etiope presso il pubblico occidentale. A partire dal 1958 studiò anche jazz al Berklee College of Music di Boston. Qui combinò con successo la musica etiope con il jazz e i ritmi occidentali, ideando l'"etio-jazz".

## Elenco selezionato dei musicisti
Questa lista è suscettibile di variazioni e potrebbe essere incompleta o non aggiornata.

- Alemayehu Eshete
- Emahoy Tsegué-Maryam
- Teshome Mitiku
- Menelik Wossenachew
- Tilahun Gessesse
- Hailu Mergia
- Getatchew Mekurya
- Girma Beyene
- Tewodros Tadesse
- Samuel Yirga
- Teddy Mak
- Henok Temesgen
- Teferi Assefa
- Doctor Jonovan Cooper
- Jorga Mesfin
- Fasil Wuhib
- Tewodro Aklilu
- Abegaz Kibrework
- Aster Aweke
- Kibrom Berhane
- Letarik Tilahoun
- Abiy Woldemariam
- Abiy Osman
- Dawit Getachew
- Henok Mehari
- Yizzac
- Liben Tinos

## Galleria d'immagini

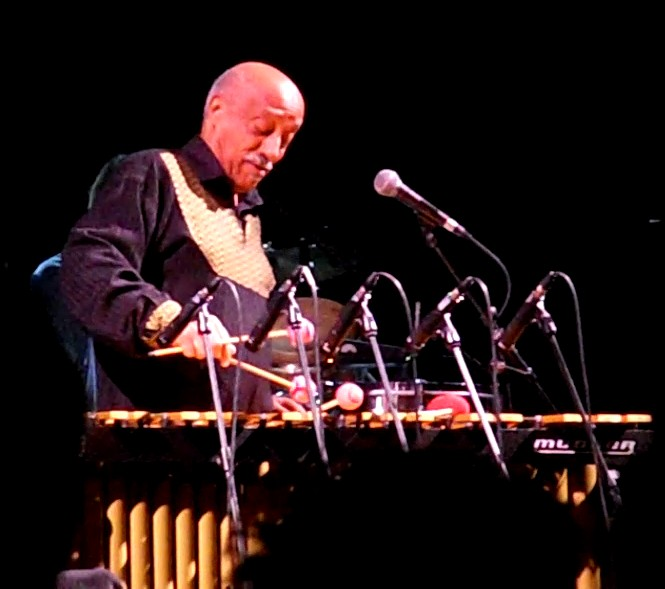
Mulatu Astatke è considerato il padre della musica etio-jazz
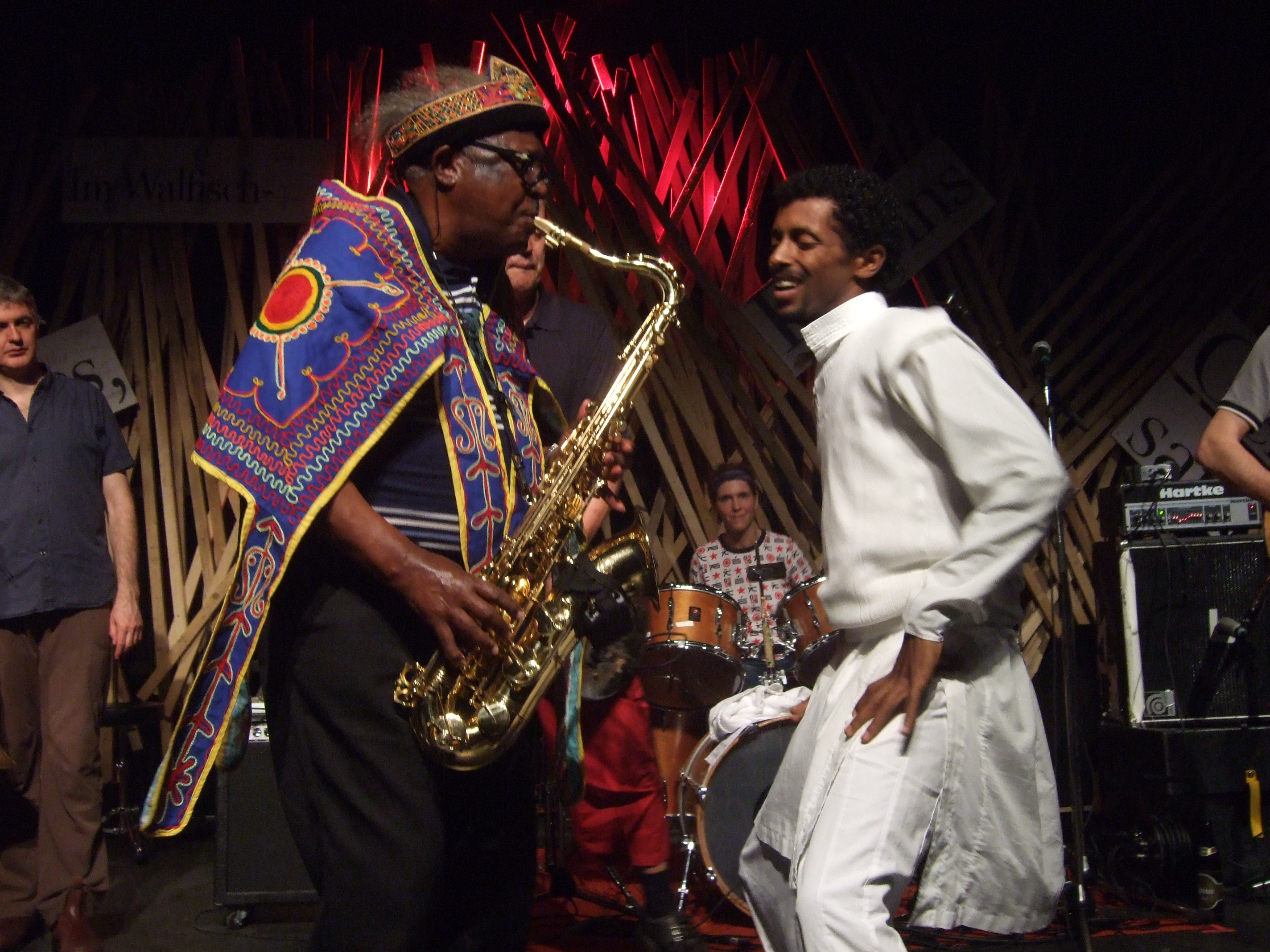
Il sassofonista Getatchew Mekurya e il ballerino Melaku Belay nel 2008
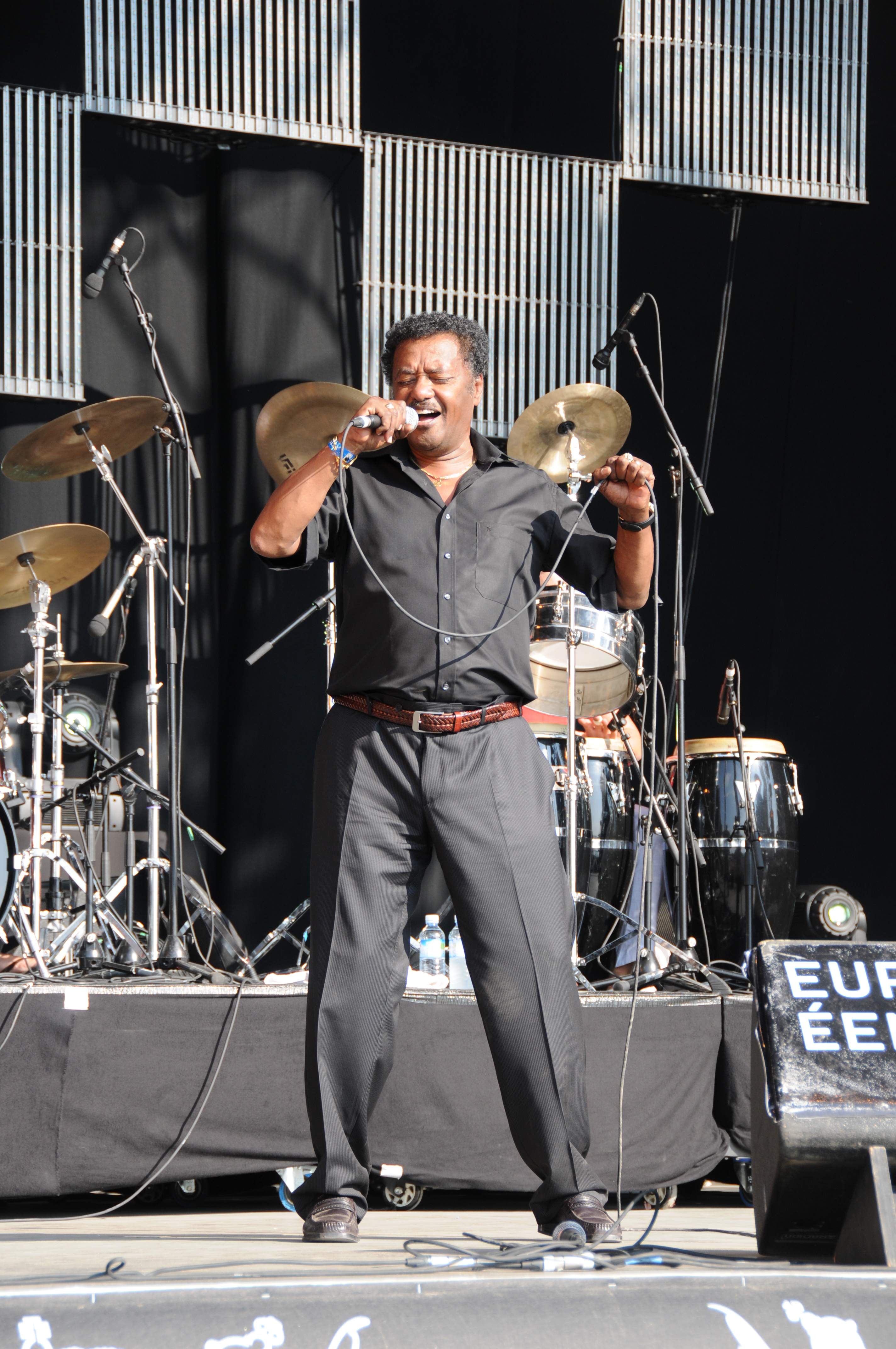
Alèmayèhu Eshèté nel 2010
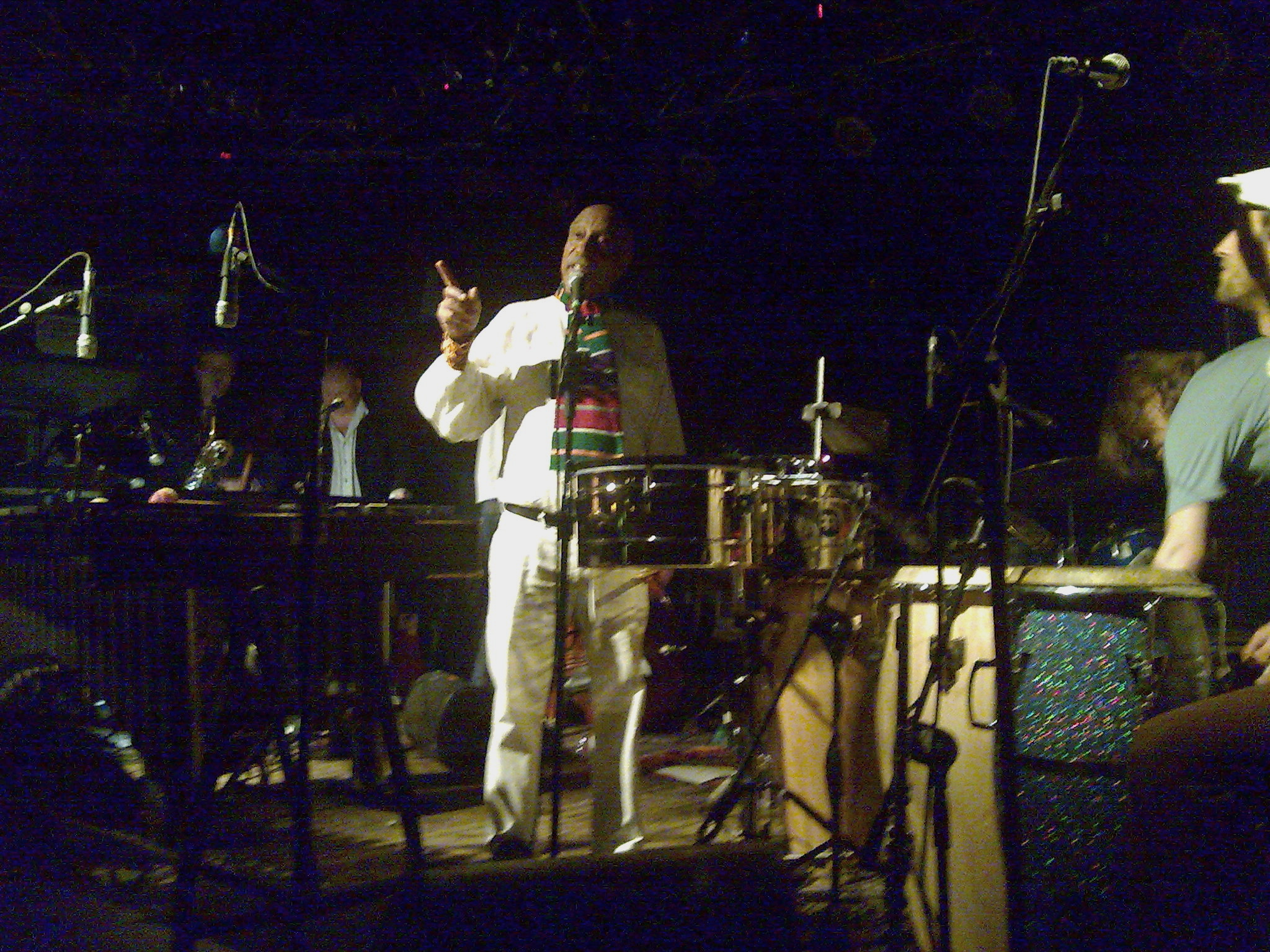
Mulatu Astatke in concerto con The Heliocentrics il 9 marzo 2009 al Circolo degli Artisti di Roma